# Woodley Healey
Woodley Healey SA ist ein Automobilhersteller aus Südafrika.

## Unternehmensgeschichte
Das Unternehmen wurde am 3. Juli 2008 in Knysna gegründet. Die Produktion von Automobilen begann laut einer Quelle erst 2012. Der Markenname lautet Woodley Healey. Am 26. Juli 2013 gründete der Südafrikaner Petrus Johannes Smith (geboren 1980) im englischen Shipping Norton (Oxfordshire) die Importgesellschaft Woodley Healey Ltd. Die genaue Verbindung zum Hersteller ist unklar.

## Modelle
Das Unternehmen stellt Nachbildungen des Austin-Healey 3000 her.
Für den Antrieb werden drei verschiedene Motoren von BMW verwendet. Die Preise (2016) beginnen bei rund 38.000 Pfund Sterling. Die Produktion erfolgt in Handarbeit und nur auf Bestellung. Das Unternehmen produziert nach eigenen Angaben 24 Fahrzeuge pro Jahr.
Es werden je nach Motorisierung die Modelle Classic, Works und Sport unterschieden, die einen Hubraum von 2,0 l, 2,5 l bzw. 2,8 l (mit Turbolader) aufweisen. Für das leistungsstärkste Modell gibt der Hersteller eine Beschleunigung von 0 auf 62 mph in 5,8 Sekunden an.